# جيم باري (ضابط)
جيم باري (بالإنجليزية: Jim Barry)‏ هو ضابط أسترالي، ولد في 7 سبتمبر 1932 في ملبورن في أستراليا.